# Nicole Ohlde
Nicole Katherine Ohlde (Clay Center, 13 marzo 1982) è un'ex cestista statunitense, professionista nella WNBA.

## Carriera
È stata selezionata dalle Minnesota Lynx al primo giro del Draft WNBA 2004 (6ª scelta assoluta).

## Palmarès
- Campionessa WNBA (2009)